# Vindula manis
Vindula manis är en fjärilsart som beskrevs av Corbet 1942. Vindula manis ingår i släktet Vindula och familjen praktfjärilar. Inga underarter finns listade i Catalogue of Life.